# Marvel vs. Capcom 3: Fate of Two Worlds
Marvel vs. Capcom 3: Fate of Two Worlds (マーヴル VS. カプコン 3 フェイト オブ トゥー ワールド?, Māvuru bāsasu Kapukon Surī: Feito obu Tū Wārudo) è un videogioco picchiaduro sviluppato da Capcom. È composto da personaggi Capcom e personaggi dei fumetti Marvel Comics. È il settimo gioco della serie Marvel vs. Capcom, il primo videogioco ad essere inizialmente un'esclusiva per console. Il gioco è stato prodotto e diretto da Ryota Niitsuma, che in precedenza aveva lavorato su Tatsunoko vs. Capcom: Ultimate All Stars, e presenta le stesse frenetiche meccaniche di combattimento, come i precedenti giochi della serie, insieme a nuovi metodi di gioco per rendere il tutto più accessibile ai nuovi giocatori. Capcom ha promesso combattimenti 3 VS 3 e una trama robusta. Il gioco è stato messo in commercio per la PlayStation 3 e Xbox 360 il 15 febbraio 2011 in Nord America 17 febbraio 2011 in Giappone e 18 febbraio 2011 in Europa. A partire da marzo 2011, il gioco ha venduto 2 milioni di unità in tutto il mondo. Il 20 luglio 2011, Capcom ha annunciato Ultimate Marvel vs. Capcom 3, che è stato messo in commercio nel novembre 2011 e dispone di personaggi aggiuntivi, stages, tweaks e modalità di gioco ad un prezzo scontato.

## Trama
Il diabolico Dottor Destino ha riunito i più grandi cattivi dell'universo Marvel (MODOK, Magneto, il Super-Skrull e Taskmaster) e ha unito le forze con il perfido agente Albert Wesker e Akuma, nel tentativo di conquistare i loro rispettivi mondi. Tuttavia, questa linea d'azione si risveglia con una minaccia più grande e potente che potrebbe potenzialmente distruggere entrambi i mondi, ossia il feroce divoratore di mondi Galactus. Spetta agli eroi del mondo Marvel e Capcom per porre fine a questo male prima che sia troppo tardi.

## Modalità di gioco
Marvel vs. Capcom 3 è un gioco di combattimento in cui fino a due giocatori possono combattere usando i personaggi con i loro stili di combattimento e attacchi speciali unici. Il gioco presenta lo stesso gioco di squadra sviluppato sui precedenti videogiochi della serie, in cui ogni giocatore sceglie tre personaggi che possono essere scambiati in qualsiasi momento durante una partita. Lo scopo del gioco è quello di utilizzare diversi attacchi per drenare le barre di salute del tuo avversario e sconfiggere tutti i loro personaggi o avere la salute più cumulativa quando il tempo si esaurisce. È il primo gioco della serie caratterizzato da modelli tridimensionali dei personaggi in contrasto con sprite bidimensionali, anche se il gameplay rimane limitato a due dimensioni, permettendo ai personaggi di muoversi solo indietro, avanti, o direttamente in aria. Una nuova tecnica, nota come "X-Factor", può essere attivata una volta durante una partita. X-Factor offre un danno e velocità maggiore, oltre che ad una breve ma importante rigenerazione della salute, e può anche essere utilizzata per estendere le combo. La durata e l'intensità di X-Factor dipendono dal numero di personaggi attivi in squadra del giocatore; se un giocatore perde combattenti, l'X-Factor durerà più a lungo e rigenererà salute in maniera migliore. Marvel vs Capcom 3 dispone di una modalità single-player arcade più robusta rispetto ai suoi predecessori. I giocatori potranno utilizzare il loro team di tre personaggi per sconfiggere una serie di avversari prima di sconfiggere il boss finale del gioco, Galactus, un supercriminale in Marvel Comic dei Fantastici Quattro. Ogni personaggio ha la sua propria sequenza finale unica, che si ottiene al termine della modalità arcade. Frank Tieri ha scritto la trama, i dialoghi, e anche la sceneggiatura del gioco.

## Personaggi
Il gioco presenta personaggi nuovi e di ritorno delle serie Marvel vs Capcom. Il roster finale completo dispone di 36 combattenti. Due personaggi aggiuntivi sono disponibili come DLC. I personaggi hanno cambiamenti distinti: con Hulk ora è possibile eseguire combo aeree stabili, lo scudo di Capitan America torna a colpire al ritorno dopo essere stato lanciato, Iron Man può sparare la sua Cannon Proton con un angolo di 45°, e Jill Valentine ha un nuovo set di mosse basate sulla sua apparizione in Resident Evil 5.
| Marvel            | Capcom              |
| ----------------- | ------------------- |
| Capitan America   | Chris Redfield      |
| Deadpool          | Albert Wesker       |
| Dottor Destino    | Amaterasu           |
| Dormammu          | Arthur              |
| Hulk              | Akuma               |
| Iron Man          | Chun-Li             |
| Magneto           | Crimson Viper       |
| M.O.D.O.K.        | Dante               |
| Fenice            | Felicia             |
| Sentinella        | Hsien-Ko            |
| She-Hulk          | Jill Valentine(DLC) |
| Shuma-Gorath(DLC) | Mike Haggar         |
| Uomo Ragno        | Morrigan Aensland   |
| Tempesta          | Nathan Spencer      |
| Super-Skrull      | Ryu                 |
| Taskmaster        | Trish               |
| Thor              | Tron Bonne          |
| Wolverine         | Viewtiful Joe       |
| X-23              | Zero                |
| Ultimate          |                     |
| Dottor Strange    | Firebrand           |
| Ghost Rider       | Frank West          |
| Hawkeye           | Nemesis             |
| Iron Fist         | Phoenix Wright      |
| Nova              | Strider Hiryu       |
| Rocket Raccoon    | Vergil              |

## Ultimate Marvel vs. Capcom 3
Ultime Marvel vs Capcom 3 è un aggiornamento di Marvel vs Capcom 3: Fate of Two Worlds distribuito nel mese di novembre 2011. Il gioco include tutti i 36 personaggi del gioco originale, così come 12 nuovi combattenti giocabili. Dei 12 nuovi personaggi, uno è un personaggio di ritorno dai giochi precedenti della serie: Strider Hiryu. Gli altri undici personaggi sono il Dottor Strange, Firebrand, Frank West, Ghost Rider, Hawkeye, Iron Fist, Nemesis, Nova, Phoenix Wright, Rocket Raccoon, e Vergil. Sono giocabili anche Shuma-Gorath e Jill Valentine dei DLC e in una modalità anche Galactus.

## Accoglienza
La rivista Play Generation diede alla versione per PlayStation 3 un punteggio di 94/100, apprezzando i combattimenti frenetici, la grafica "spaccamascella" ed il divertimento per tutti e come contro il fatto che le modalità, i personaggi e gli scenari non fossero moltissimi, finendo per trovarlo un picchiaduro divertente, spettacolare e accessibile a tutti, con in più decine di personaggi carismatici, rivelandosi così uno dei migliori titoli del suo genere. La stessa testata lo classificò come uno dei quattro migliori titoli con i supereroi dei fumetti come protagonisti.